# 扶餘郡
扶餘郡（：／ Buyeo gun */?），為大韓民國忠清南道轄下的一個郡，曾為百濟的都城–泗沘。面積624.51平方公里，人口82,546人，人口密度每平方公里144人（2005年4月）。扶餘郡下轄有1邑15面，郡廳設於扶餘邑。

## 地理位置
扶餘郡位於忠清南道西南部的錦江流域，北與忠清南道青陽郡、公州市相鄰，東與論山市相接，西接靠海的保寧市及舒川郡，而南面則與全羅北道益山市隔錦江相望。

## 歷史
西元538年，百濟聖王將都城自熊津（今公州市）遷移至泗沘，即今日的扶餘郡。扶餘做為百濟首都，至660年新羅唐朝聯軍滅百濟為止，共歷6王計123年。
統一新羅及高麗時期設扶餘縣，朝鲜王朝時期在林川郡下，設有扶餘縣、鴻山縣、及石城縣。
1895年將縣改為郡，1914年扶餘、鴻山、石城三郡合併為扶餘郡，1964年扶餘郡下的扶餘面升格為邑。

## 行政區域
扶餘郡下共分1邑15面：
- 扶餘邑（부여읍）
- 窺岩面（규암면）
- 恩山面（은산면）
- 外山面（외산면）
- 内山面（내산면）
- 九龍面（구룡면）
- 鴻山面（홍산면）
- 玉山面（옥산면）
- 南面（남면）
- 忠化面（충화면）
- 良化面（양화면）
- 林川面（임천면）
- 場岩面（장암면）
- 世道面（세도면）
- 石城面（석성면）
- 草村面（초촌면）

## 觀光
扶餘做為百濟的故都，因此留下了許多和百濟文化相關的遺跡。
- 扶蘇山城
  - 百濟時代為防衛首都泗沘所興建的軍事設施，據推斷在538年遷都扶餘之前就已經建造了。
- 宮南池
  - 據《三國史記》記載，為武王時所興建的，現今的宮南池為1965年至1967年間所復原的蓮池。
- 落花岩
  - 百濟滅亡時，傳說百濟宮中的宮女為保貞節，聚至該岩躍下，故名落花岩。
- 国立扶余博物馆
- 定林寺址博物館

## 扶餘出身著名人物
- 黃禹錫
- 朴施厚
- 李原種
- 金鍾泌

## 姊妹市
- 日本奈良縣明日香村

## 外部連結
- 扶餘郡官方網站
- 扶餘郡官方網站（简体中文）